# EMD SD40

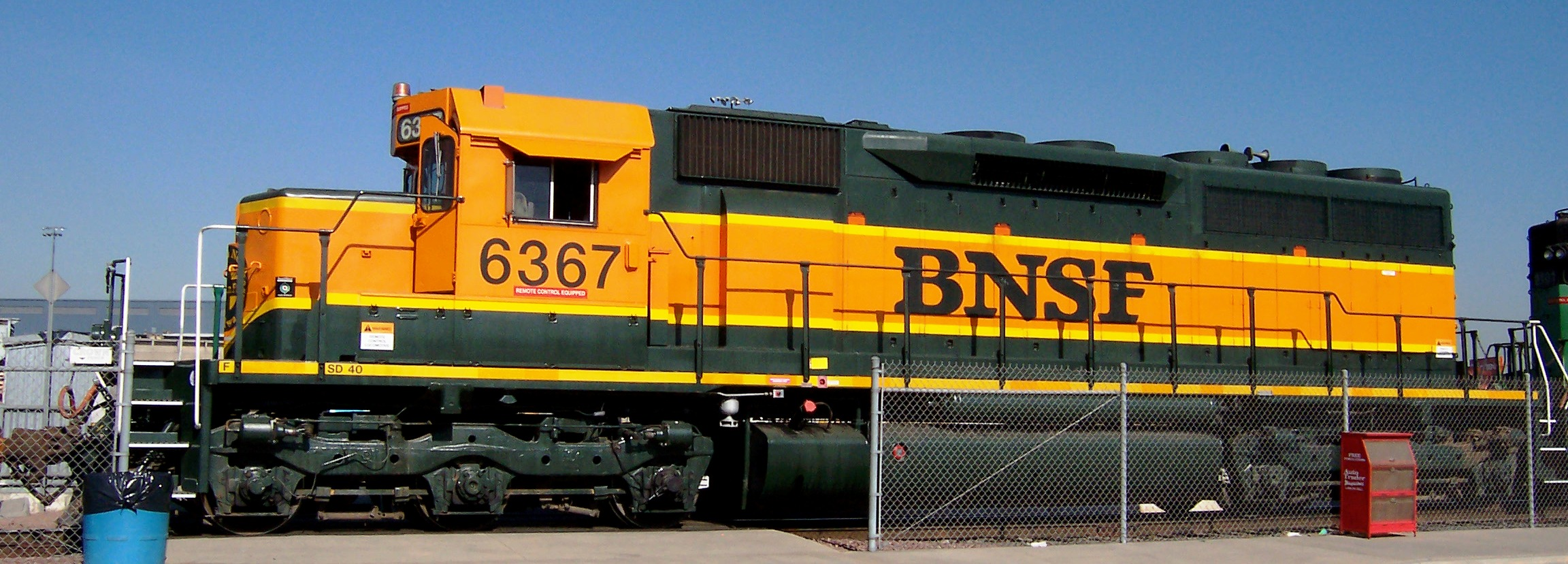
Locomotiva SD40 da BNSF.

A SD40 é uma família de locomotivas diesel-elétricas de 6 eixos construída pela Electro-Motive Division e pela General Motors Division, subsidiária canadense, entre Janeiro de 1966 e Julho de 1972. Junto com a SD38, SD39 e SD45, ela inaugurou a nova geração de motores, com 645cc, substituindo a antiga geração, com 567cc. A força era fornecida por um motor 645E3 de 16 cilindros que gerava 3000 hp (2,2 MW).

## EMD SD40
Esta locomotiva partilha da mesma base que a SD38, SD39, SDP40 e SD45. Foram produzidas 883 unidades desta locomotiva para as ferrovias americanas, 330 foram construídos para ferrovias canadenses e 62 foram construídos para ferrovias mexicanas. O primeira unidade de teste da SD40, 434, construída sobre uma base de SD35, em Julho de 1964, ainda roda, embora com melhorias, como Illinois Central / Canadian National 6071. 6 unidades veio para o Brasil em 2001, junto com as ex SD45R da SP, já reformadas e repotencializadas pela NREX para o padrão SD40-3, com a instalação de microprocessadores.
A SD40 foi sucedida por uma versão atualizada da Dash 2 chamada de SD40-2.

## EMD SD40M/SD40M-2/SD40M-3
A Estrada de Ferro Central do Brasil encomendou, em 1966, junto com as 45 SD38M, 4 locomotivas do modelo SD40M, com a mesma plataforma e a mesma base das SD35 e SD38M. Elas foram fabricadas em Abril de 1967, pela EMD nos EUA, diferenciando o motor 16-645-E3 (turbo-alimentado) com 3300 HP brutos. No inicio elas puxavam os mesmos trens das SD38M e mais tarde essas locomotivas foram destinadas principalmente ao carro chefe, no caso os trens de minério e também o trem noturno de passageiros;
Em 1989, fazendo parte do programa Prolocos, a RFFSA deu inicio a modificação das SD40M restantes para SD40M-2. A única que não foi incluída na reforma foi a 3702, sucateada em 1977 após um acidente na Linha do Centro. Essas modificações foram feitas pela Villares, empresa licenciada pela EMD, em Araraquara-SP e depois das modificações elas ficaram equivalentes as SD40-2, com o mesmo peso e sistemas no motor diesel. Durante a reforma da Villares elas foram modernizadas para o mesmo padrão das SD40-2, sendo as principais alterações na parte elétrica para o padrão Dash-2, lastreadas de 163 para 180 toneladas, modificação do freio dinâmico para modelo com faixa estendida e melhoria das timonerias de freio dos truques;
Nos EUA, a partir de 2008, iniciou-se a modificação de diversas máquinas SD45 com a substituição de seu motor de 20 cilindros pelo de 16 cilindros, retirado de algumas SD40-2 sucateadas. Foi um procedimento comum na Union Pacific e em outras ferrovias americanas. Nesse caso, elas são identificados pelo proprietário como SD40M-2 ou designações semelhantes;
Também a partir desse mesmo ano, muitas unidades SD40M-2, SD40-2 e SD40-3 foram reformadas pela MRS nas oficinas do Horto Florestal, em Belo Horizonte-MG. Entre as reformadas, a então SD40M-2 5203-8 recebeu a reforma que incluiu a instalação de um microprocessador de bordo Zeit para comandar o sistema de controles dessa locomotiva. Após a reforma, ela foi denominada como SD40M-3.

## EMD SD40-2
A EMD SD40-2 é uma locomotiva diesel elétrica C+C de 3,000HP (2,250 kW) construída pela General Motors-Electro-Motive Division entre janeiro de 1972 e fevereiro de 1986; 3957 unidades foram produzidas e a maior parte das grandes ferrovias norte-americanas operaram este modelo. Parte da linha Dash-2 da EMD, a SD40-2 era um SD40 atualizada com sistemas modulares de controle eletrônico, truques HT-C e muitas outras melhorias. A SD40-2 foi uma das locomotivas mais vendidas de todos os tempos. BNSF, Union Pacific e a Canadian Pacific operam algumas das maiores frotas do modelo.

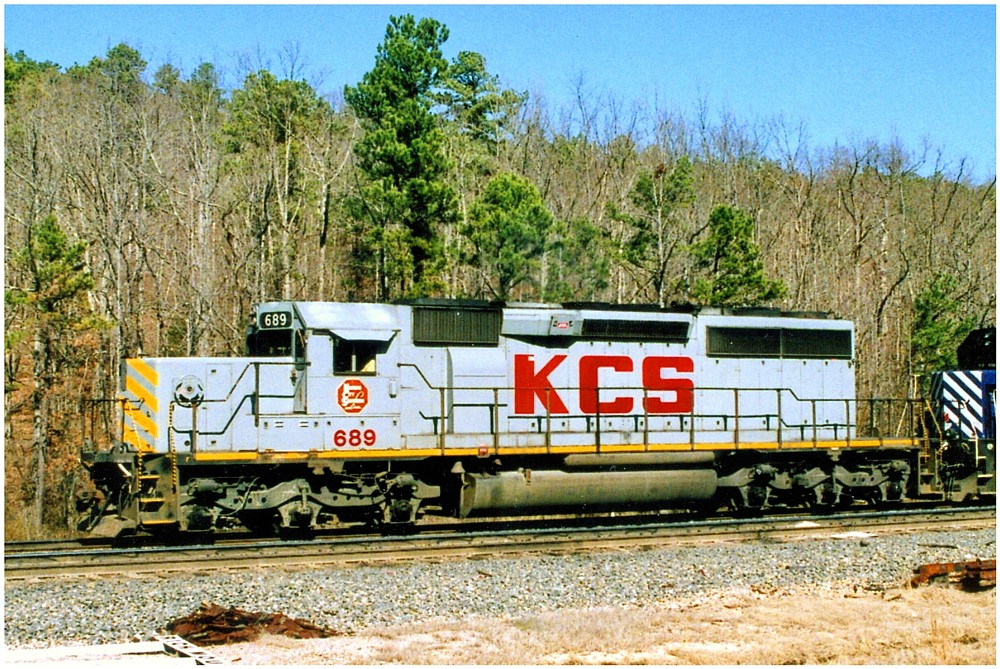
SD40-2 com nariz snoot. O longo nariz servia para abrigar equipamentos de tração múltipla

A SD40-2 não era locomotiva mais potente do tipo mesmo na época do lançamento; EMD SD45's e SD45-2 produziam 3600 hp (2900 kW), assim como as GE U36B/C e ALCO C636. No entanto, a SD40-2 demonstrou ser significativamente mais confiável e econômica do que as locomotivas mais potentes, se tornando cada vez mais importante com a crise do petróleo dos anos 1970.

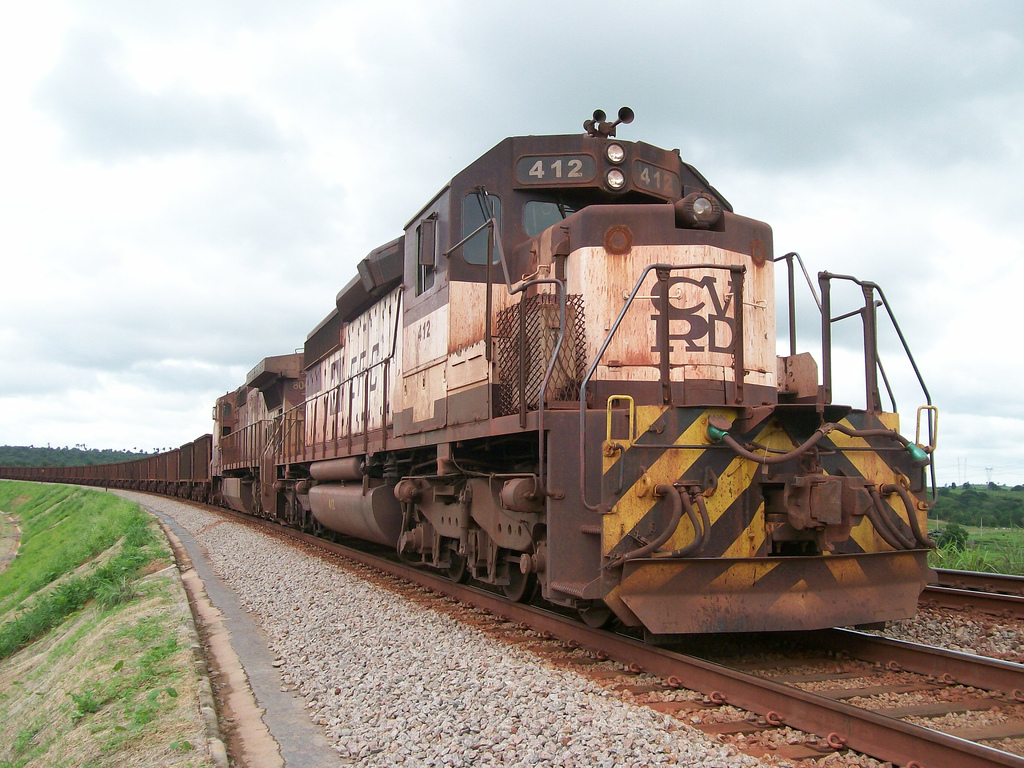
Locomotiva SD40-2 n°412 na EFC

Três unidades sem cabine SD40-2B foram reconstruídas de SD40-2 pela Burlington Northern Railroad no início da década de 80. As unidades tinham se envolvido em acidentes e foi decidido que era mais barato reconstrui-las sem cabine. A Canadian Pacific também possui algumas SD40-2B, elas foram criadas soldando placas de metal sobre as janelas da cabine.
Foram Produzidas 3957 unidades, tornando-a a locomotiva mais vendida de toda a história.
No Brasil, a Rede Ferroviária Federal e a Companhia Vale do Rio Doce adquiriram frotas de SD40-2 novas: 36 e 29 unidades, respectivamente. A primeira comprou o modelo para atender a demanda da malha em bitola de 1,60 m da SR-3 (antiga Central do Brasil, para os trens de minério da Linha do Centro, entre Minas Gerais e Rio de Janeiro. Atualmente a MRS Logítica, concessionária que arrematou a malha em bitola larga das antigas SR-3 e SR-4 da RFFSA, possui atualmente 26 SD40-2 em operação. A MRS recebeu as 36 unidades em condição original e posteriormente 3 foram modernizadas para SD40-3 entre 1997 e 2000, 3 foram baixadas entre 2004 e 2008 e 4 foram transferidas para a ALL e Transnordestina entre 2007 e 2011 respectivamente. A maioria das SD40-2 da MRS teve as chaves termostáticas reajustadas, melhorando o desempenho do sistema de arrefecimento do motor diesel, dispensando o uso das ``Orelhas de Elefante´´
Enquanto as SD40-2 da MRS Logística foram fabricadas entre 1979 e 1980 pela Macosa, licenciada EMD na Espanha, as da EFC foram fabricadas no Brasil pela Villares, licenciada EMD no Brasil. As SD40-2 da EFC apresentam três diferenças básicas em relação às mais antigas: corpo longo mais comprido, duto de ar ao estilo EMD SD50, e o motor diesel 16-645E3C ao invés do 16-645E3, que possui o turbo alimentador micro-processado.
Na última década as concessionárias brasileiras têm adquirido unidades usadas de ferrovias norte-americanas, dado que as frotas das grandes ferrovias daquele país têm renovado suas frotas com modelos mais potentes, mais econômicos e menos poluentes.

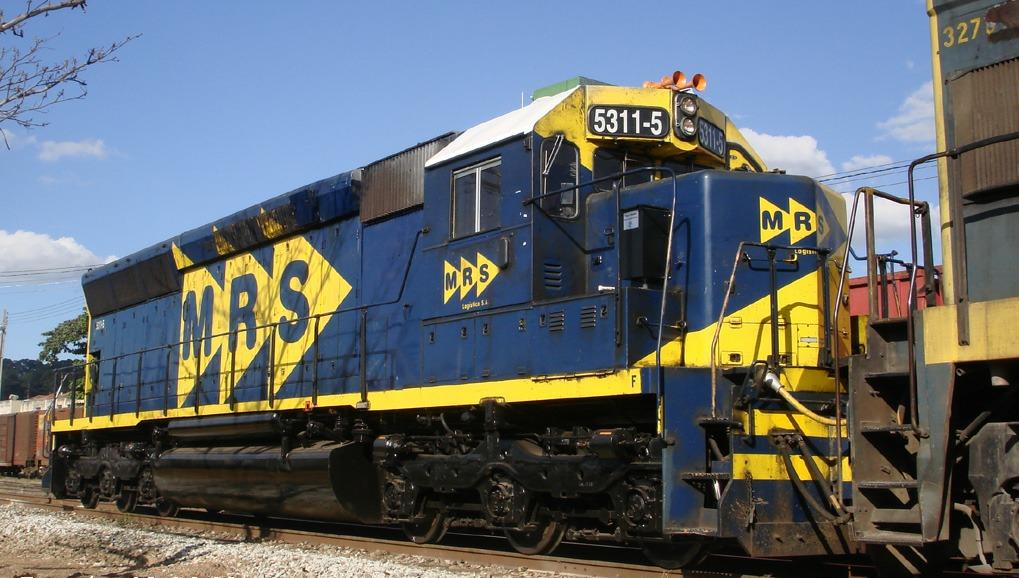
Locomotiva SD40-3MP - nº5311 da MRS, no Barreiro, Belo Horizonte, MG - BR

## EMD SD40-3 (MRS Logística)
São uma modernização de três locomotivas SD40-2 da MRS Logística em parceria com a Tecfer, as SD40-3 têm instalação dos computadores de bordo Q-Tron e governador eletrônico, que vieram a otimizar seu desempenho. Externamente são iguais as SD40-2. A numeração foi mantida a mesma de quando eram SD40-2. Seus números (Sigo) são 5216, 5224 e 5226.

## EMD SD40-3
A geração Dash-3 da EMD foi introduzida nos anos 90, na América Anglo-Saxônica, tendo como diferença única em comparação as demais gerações o sistema de controles comandado por um microprocessador de bordo. Todas as SD40-3 existentes foram repotencializadas de antigas SD40, SD40R, SD45R e SD40-2. 
No Brasil, são utilizadas pela MRS Logística. Foram fabricadas nos EUA entre 1966 e 1971 como SD40 e SD45 e na Espanha (Macosa) entre 1979 e 1980 como SD40-2. Elas foram modernizadas entre 1997 e 2000 pela MRS em parceria com a Tecfer e em 2001 pela NREX. Anteriormente, estas locomotivas pertenciam a Central, RFFSA, SP, CN e CP. A MRS recebeu 14 dessas maquinas na forma de dois lotes de 7 locomotivas, desembarcando no porto do Rio de Janeiro, todas da National Railway Equipment (NREX) dos EUA na forma de leasing. São locomotivas de várias origens, repotencializadas com motores 645 de 16 cilindros. Chegaram já pintadas e rebitoladas, com números da MRS, recebendo no Brasil truques Flexicoil de bitola larga de SD18 baixadas, pois o truque Flexicoil não aceita rebitolagem. Já receberam as Orelhas de Elefante, dispositivo utilizado em túneis com baixa rotação do motor diesel, junto com as demais GM MRS de 3000HP, mas sua utilização foi comprovada desnecessária nas locomotivas microprocessadas e a partir de 2010 começaram a retirar o dispositivo e reformar muitas SD40-3, incluindo a nova pintura, com o teto da cabine de Branco e as flechas na lateral esquerda invertidas para trás. 

## EMD SD40T-2

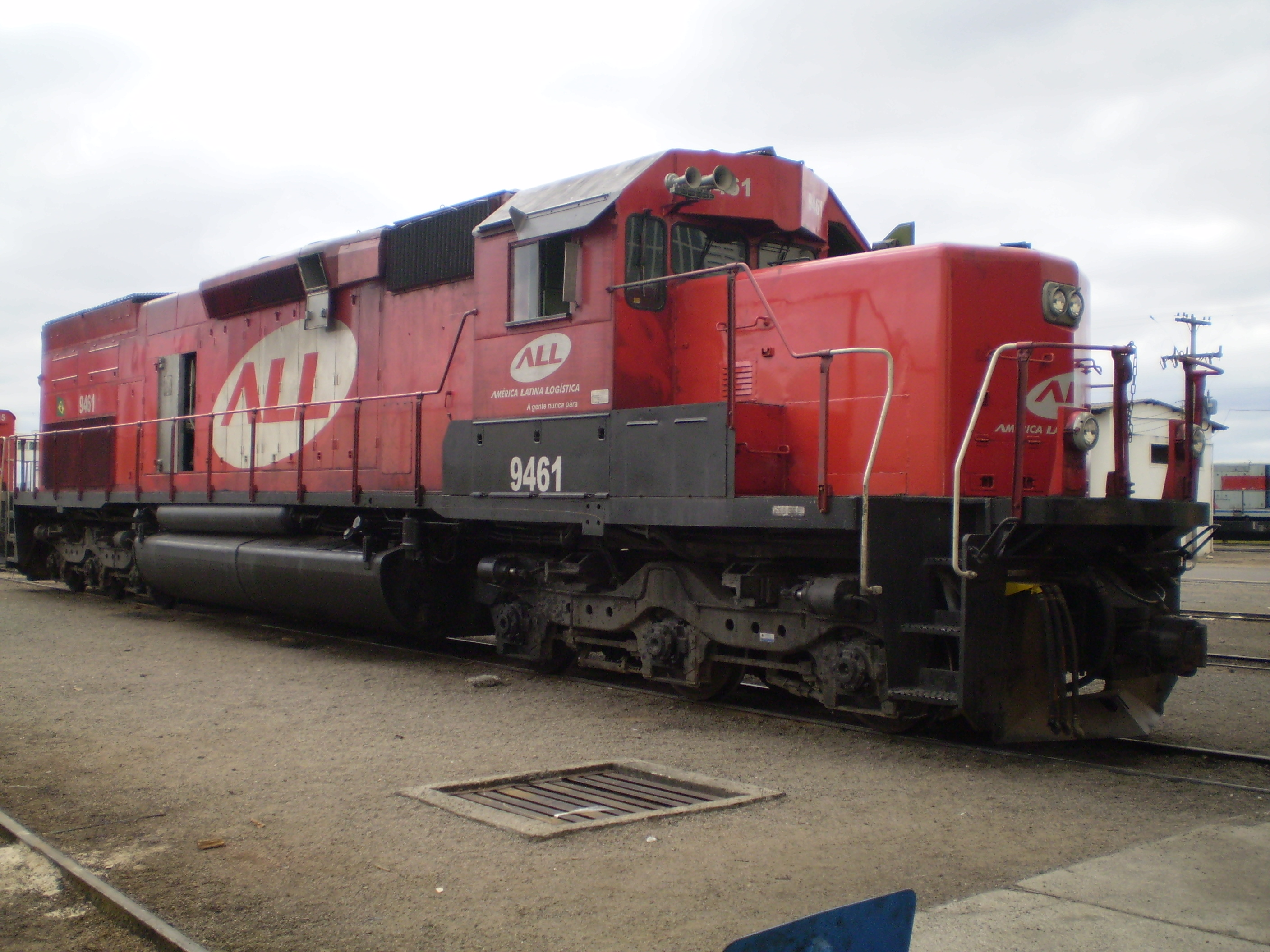
Locomotiva SD40T-2 "snoot" nº9461 da ALL

Um total de 312 exemplares dessa locomotiva foram construídos para a Southern Pacific (também sua subdivisão Cotton Belt) e Rio Grande Western, a única diferença entre as duas ferrovias está no tanque, que na Southern é de 16,700 litros e na Rio Grande de 15,100 litros. Foram fabricadas entre Abril de 1974 e Julho de 1980. Essa locomotiva, assim como as SD45T-2 são popularmente chamadas de "tunnel motors", mas oficialmente são denominadas SD40-2 com "modificações nos sistemas de refrigeração", porque são especificamente projetadas para maior eficiência em túneis. A maior diferença entre uma T-2 e uma SD40-2 normal é a posição das entradas de ar do radiador e de seus ventiladores, colocados mais baixo para obter ar mais frio e livre de gases de exaustão que estejam se acumulando dentro do túnel.
Essa locomotiva foi comprada exclusivamente pela Southern Pacific Railroad, Cotton Belt e Denver and Rio Grande Western Railroad. Devido a fusões em um momento todas as 40T-2 eram da Southern Pacific e posteriormente com a encampação pela Union Pacific, que herdou cada SD40T-2.
Em 2005 muitas dessas unidades ainda estavam em serviço pela Union Pacific e várias empresas de leasing, entretanto em 2008 nenhuma mais rodava com marcações UP ou SP. A última a ser retirada de operação foi a DRGW 5371, em Março de 2008, essa unidade foi preservada. As demais foram vendidas como sucata, cortadas, vendidas para pequenas ferrovias ou mesmo para o Brasil, aonde a Ferrovia Centro Atlântica e a América Latina Logistica adquiriram grandes lotes, para rodar em bitola métrica, como BB40T-2 ou SD40T-2 respectivamente.

## EMD SD45

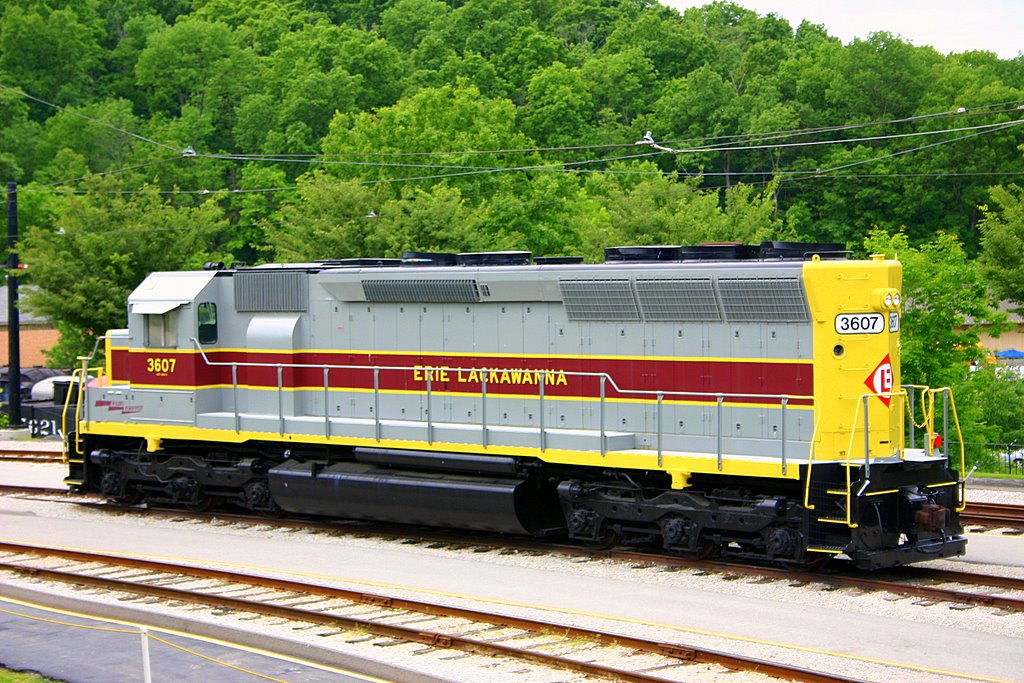
Locomotiva SD45 Erie Lackawanna #3607.

Essas máquinas foram um relativo sucesso para a EMD que vendeu 1260 unidades, sendo introduzidas no catálogo da EMD em dezembro de 1965, entretanto essas máquinas vinham equipadas com o motor 20-645E3, e consumiam muito óleo Diesel e assim 
muitas dessas máquinas foram devolvidas para as empresas de leasing e repotencializadas com o motor de 16 cilindros das SD40-2, virtualmente as rebaixando a SD40-2, prolongando assim sua vida.
Algumas dessas máquinas operaram na Montana Rail Link até os anos 2000.
.

## EMD SD45-2
Essas maquinas foram um fracasso para a EMD que vendeu apenas 136 unidades, sendo introduzidas no catálogo da EMD em dezembro de 1971 para substituir as SD45 com os componentes eletricos modularizados e controles de patinação e combustão mias eficientes. Entretanto essas maquinas vinham equipadas com o motor 20-645E3, o mesmo que ja apresentara problemas de consumo na SD45. Mesmo a tecnologia Dash-2 não veio a ser o suficiente para convencer as ferrovias a migrar para uma classe de potencia de 3600 hp. Com a crise do petróleo essas maquinas acabaram sendo deixadas em segundo plano, para maquinas mais modestas e de consumo relativo mais baixo, mesmo tendo um consumo por hp-hora mais baixo que as SD40-2. Foram retiradas de catálogo em dezembro de 1973. Os motores de 20 cilindros da EMD se demonstraram muito grandes ainda para serem utilizados em uso ferroviário, mesmo comprovadamente mais eficientes. Sua utilização só seria novamente testada em 1995 nas SD80MAC da Conrail.

## EMD SD45T-2
A EMD SD45T-2 foi uma locomotiva desenvolvida no começo de 1972 pela EMD por um pedido da Southern Pacific Railroad. Como suas similares SD40T-2, estas máquinas ficaram conhecidas como as "tunnel motor". Ao todo 247 desse modelo foram construídas de Fevereiro de 1972 até Junho 1975. Desse total, 84 unidades foram entregues a uma subsidiária da SP, a Cotton Belt. De Abril de 1986 até Dezembro de 1989, quase metade dessas máquinas entraram em um plano de reconstrução e  modernização passando a ser denominadas como SD45T-2R. Ao todo 126 máquinas se tornaram SD45T-2R, sendo 24 para a Cotton Belt e as demais para a SP.
A SD45T-2 é uma variação da SD45-2, com modificações nos sistemas para refrigeração. Especificamente, a tomada de ar para os radiadores foi deslocada para o nível do passadiço e os ventiladores de refrigeração translocados atrás dos radiadores, na parte superior da máquina. As "tunnel motors" foram construídas para ter uma melhor performance em túneis superaquecidos por gases de exaustão e assim poder operar em áreas montanhosas  no oeste dos Estados Unidos. Essas locomotivas também possuíam tomadas de ar nas pontas, abaixo dos passadiços, podendo então receber ar frio e sem fumaça para seus motores, evitando "apagões" freqüentes nas demais máquinas.
Assim como as SD40T-2, algumas SD45T-2 foram vendidas para a Kansas City Southern, Bessemer and Lake Erie, Duluth, Missable and Iron Range e para Union Pacific quando se fundiu com a Southern Pacific em 1996.
Algumas SD45T-2s foram reconstruídas como SD45T-3, SD40T-2 e SD40T-3, e em 2003 começaram a se tornar mais difíceis de serem vistas em operação. Em 2005 praticamente todas as unidades haviam sido retiradas de operação na SP/UP, fato que se consumou em 2008. As máquinas foram ou desmanchadas para obtenção de peças ou devolvidas para as empresas de leasing como pagamento de novas locomotivas. Algumas acabaram sendo vendidas para o Brasil, aonde operam hoje tanto na FCA como BB45T-2, porém com motor de 16 cilindros na configuração AAR B+B-B+B e na ALL, também com 16 cilindros, mas na configuração AAR C-C.
Em janeiro de 2003, A SD45T-2R número SP #6819 (originalmente SP 9193) foi doada para o California State Railroad Museum em Sacramento aonde encontra-se em exposição estática.

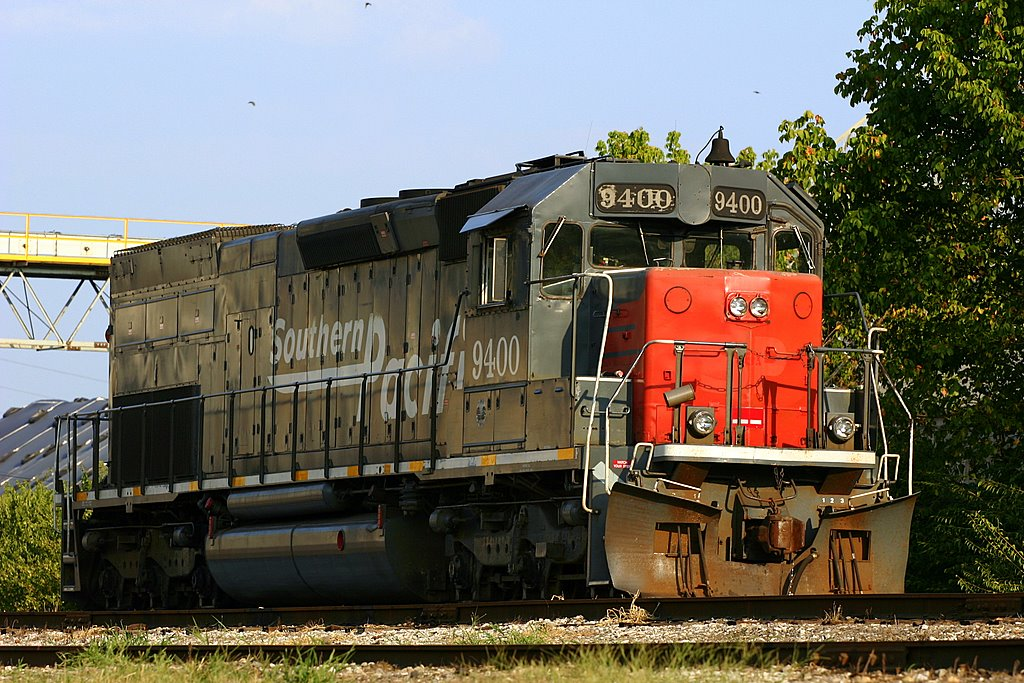
SP SD45T-2, observe que a 45T-2 tem três ao invés de duas portas de acesso sob o radiador.

## EMD SD45X
A SD45X foi uma locomotiva diesel-elétrica experimental de seis eixos construída pela EMD entre 1970 e 1971, sendo uma evolução da série SD45 e uma prévia do que se tornaria a série Dash-2 da EMD. A SD45X tinha um motor primário EMD 645E3A de 20 cilindros, que gerava 4.200 cavalos de potência. Foi uma das primeiras locomotivas a apresentar os novos truques HT-C da EMD, que mais tarde foram usados em quase todas as locomotivas Dash-2 de seis eixos. Somente a Southern Pacific comprou seis das sete locomotivas do modelo produzidas, sendo usada para testes nas áreas montanhosas de Sierra Nevada.

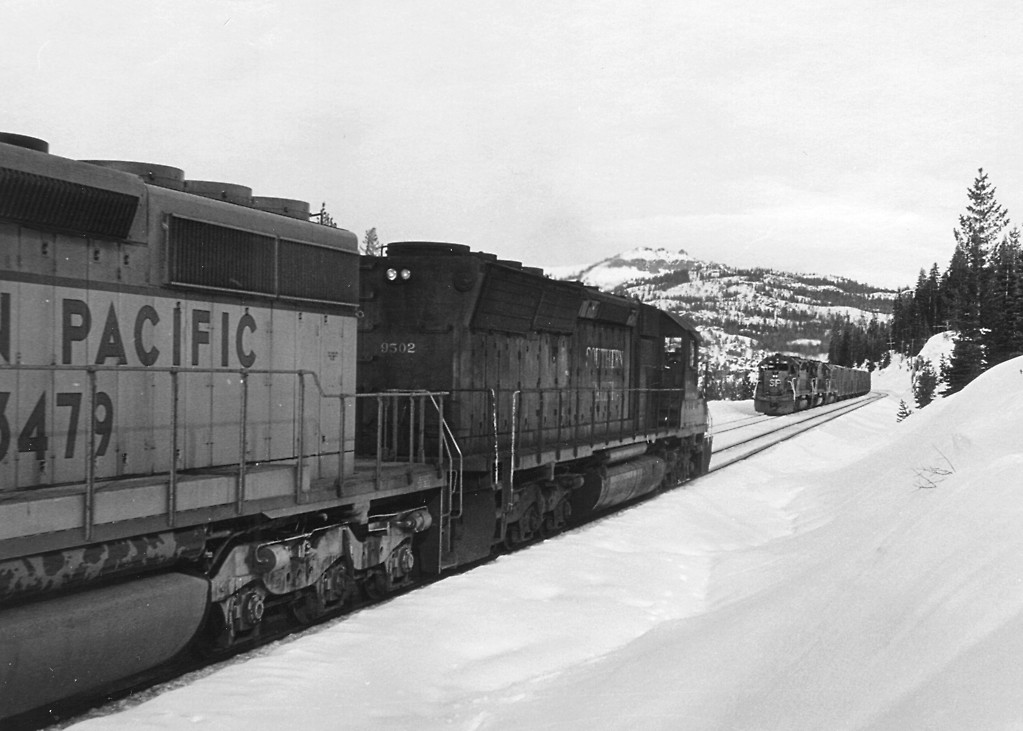
Locomotiva SD45X N° 9502 da Southern Pacific, acoplada a uma SD40-2

## EMD BB40-2

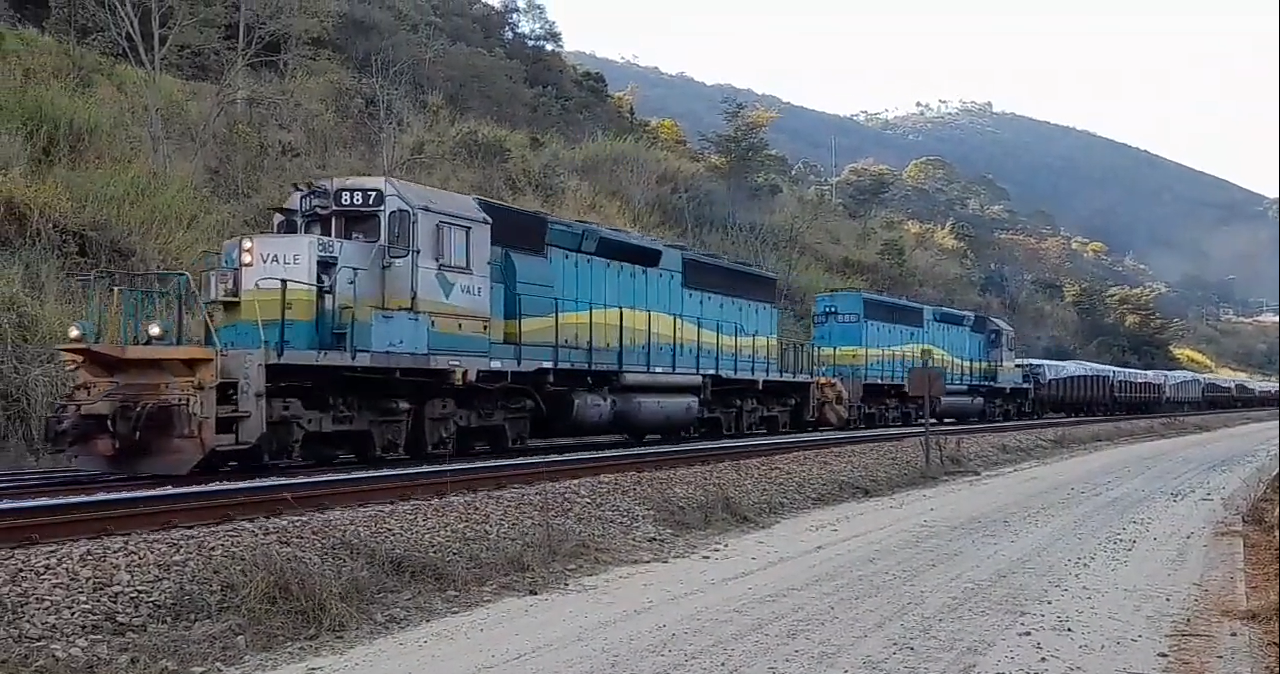
Dupla de locomotivas BB45-2 da Vale tracionando trem de minério em Nova Era, MG. Externamente são muito similares a sua antecessora BB40-2

A EMD BB40-2 é uma locomotiva SD40-2 adaptada com truques B-B+B-B (8 eixos com motores de tração), em vez dos truques originais C-C (6 eixos com motores), para a ferrovia brasileira Estrada de Ferro Vitória a Minas (EFVM). As SD40-2 originais foram compradas de ferrovias norte-americanas e canadenses pela Ferrovia Centro-Atlântica para operar nos pesados trens de minério da EFVM, mas importantes fatores obrigaram a FCA realizar grandes transformações nas SD40-2. A bitola original standard (1.435mm) destas máquinas foi alterado para bitola métrica (1.000mm), seu tanque de combustível foi encurtado e sua plataforma principal foi alongada, mas o que determinou a utilização de 8 eixos nesta locomotiva foi a limitação de carga por eixo da ferrovia, que é 25 toneladas. Como estas máquinas possuem 180t, o que dá 30t/eixo, houve a necessidade de adaptação para truques B+B-B+B, o que dá 22,5 toneladas por eixo, sem a necessidade de redução do peso da locomotiva, que prejudicaria sua aderência.

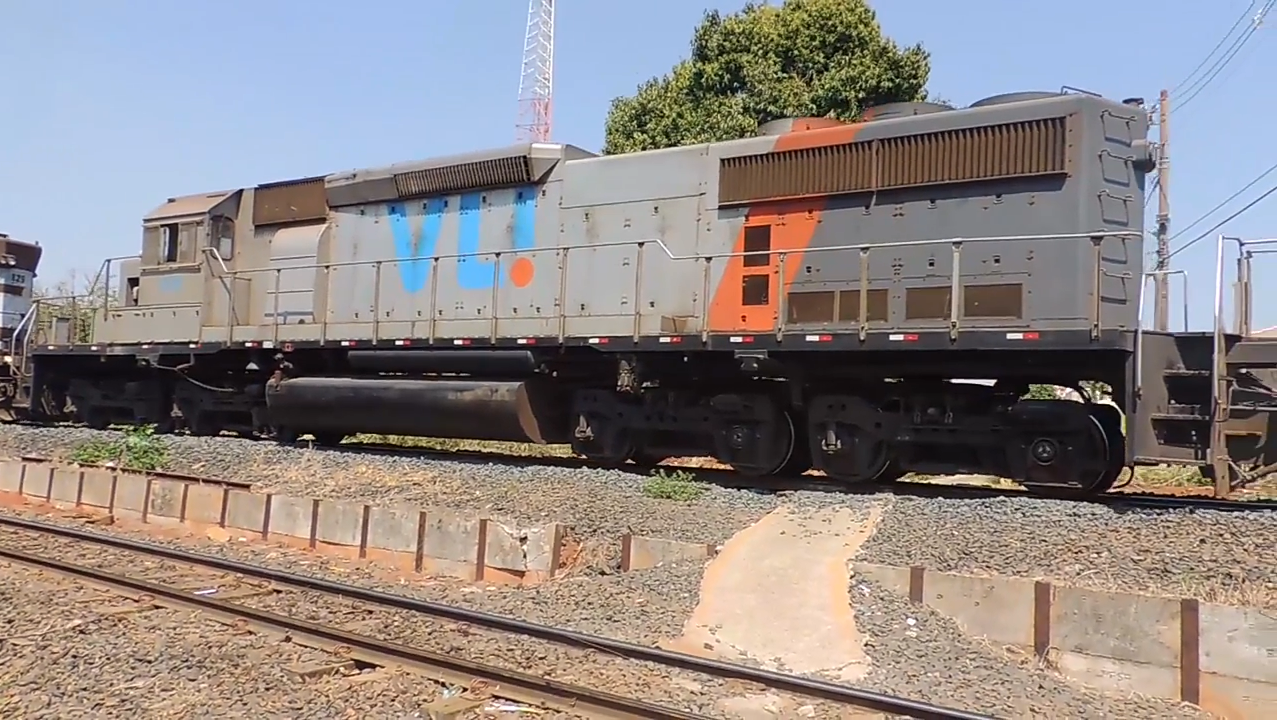
EMD BB40-2 da VLI Logística

## EMD BB45-2
A EMD BB45-2 é uma locomotiva SD45-2 adaptada com truques B-B+B-B (8 eixos com motores de tração), ao invés dos truques originais C-C (6 eixos com motores), para a Estrada de Ferro Vitória a Minas (EFVM). São lotes de locomotivas SD45-2 que foram compradas usadas da Santa Fe Railway dos Estados Unidos e modificadas por empresas no Brasil para operarem nos pesados trens de minério da EFVM, tendo como a principal mudança o alongamento da plataforma e a adição de dois pares de truques tipo B, unidos por travessas centrais chamadas span-bolster, dando o arranjo de rodeiros de oito eixos B-B+B-B. Toda a frota de BB45-2 hoje operada pela Vale ainda se encontra em plena operação.